# Csutorás László
Csutorás László (Kisnána, 1864. június 26. – Eger, 1923. december 14.) ügyvéd, egyetemi magántanár, jogakadémiai tanár.

## Életútja
Csutorás Mátyás és Pulszky Mária fiaként született. 1890-ben ügyvédi oklevelet szerzett és ekkortól Egerben ügyvédi irodát üzemeltetett. 1896-tól 1923-ig az egri érseki jogakadémián a magyar- és osztrák magánjog tanára, 1908-tól egyetemi magántanár volt. 1906-ban az országgyűlési választáson kisebbségben maradt. 1909-ben a Budapesti Tudományegyetemen magántanári képesítést szerzett a magyar magánjogból.
Eger város politikai és társadalmi életében tevékeny szerepet játszott. Tagja volt Heves vármegye törvényhatósági bizottságának, Eger város és Heves vármegye központi választmányának, a vármegye közigazgatási bizottságának és állandó választmányának stb. Az Egri Kaszinó alelnöke volt. 1918. november 14-től az egri Nemzeti Tanács társelnöke lett, a Budapesten november 16-án megtartott ún. nemzetgyűlésen alkotmányjoggal kapcsolatos aggályai miatt nem jelent meg. Ő szövegezte meg azon emlékiratot, amely a Függetlenségi- és 48-as Párt központi vezetőségét a szocialista irányba történő elkanyarodás veszélyeire figyelmeztette. 1919. február 21-én a vallásalapot ellenőrző bizottság átszervezésekor annak tagja volt, 1923-ban pedig az egri Gárdonyi Géza Irodalmi Társaság rendes tagjává választották. Ezenfelül a városi és vármegyei függetlenségi párt egyik vezető alakjaként ismerték.
1896. január 1-én átvette az Egri Híradó szerkesztését s annak felelős szerkesztője és kiadója volt 1910. június 4-ig, a lap politikai irányítását ő adta vezércikkeivel. Ugyancsak sok politikai cikke jelent meg az Egerben is. Halálát tüdőlob okozta. Felesége Szabó Gabriella Mária Erzsébet volt.

## Nagyobb értekezései és önálló munkái
- Horvát-Slavon-Dalmátországoknak Magyarországhoz való viszonya jogtörténeti alapon (Magyar Igazságügy 1887.).
- A magyar vármegye-rendszer történeti kifejlődése és politikai jelentősége (uo. 1888 és 1889.).
- Nehány szó a vármegye rendszer reformjához (uo. 1891.).
- A törvényi öröklési jog, különös tekintettel az ági öröklésre a magyar általános polgári törvénykönyv tervezetében. Eger 1906.